# Minima Moralia
Minima Moralia. Refleksje z poharatanego życia (niem. Minima Moralia: Reflexionen aus dem beschädigten Leben) – książka filozoficzna Theodora Wiesengrunda Adorno, dedykowana Maksowi Horkheimerowi (swemu przyjacielowi i współtwórcy wcześniejszej Dialektyki oświecenia), którego 50. rocznica urodzin (14 lutego 1945) stanowiła bezpośrednią inspirację jej powstania. W dedykacji zakreślił swój zamiar jako próbę, by przedstawić momenty wspólnej [Horkheimera i Adorna] filozofii od strony subiektywnego doświadczenia. Tytuł jest ironicznym nawiązaniem do łacińskiej wersji tytułu Etyki wielkiej Arystotelesa, tj. Magna Moralia. Książka Adorna składa się z trzech części, dzielonych ze względu na rok spisania zamieszczonych tam przemyśleń: 1944, 1945 oraz 1946-47.